# Austin Motor Company
La Austin Motor Company (The Austin Motor Company Limited), més coneguda com a Austin, fou una empresa fabricant d'automòbils anglesa fundada l'any 1905 per Herbert Austin. L'any 1952, l'empresa va fussionar-se amb la Morris Motors per a crear el nou conglomerat British Motor Corporation (BMC), tot i que mantenint les seues respectives identitats comercials separades. La marca comercial "Austin" fou emprada fins a l'any 1987. Actualment, la marca és propietat de l'empresa xinesa SAIC, després que aquesta li la comprara a la seua subsidiària en fallida Nanjing Automobile, la qual havia comprat els drets d'Austin al grup MG Rover al juliol de 2005.

## Models
- 7 hp (1910-1911)
- 10 hp (1911-1915)
- 15 hp (1913-1914)
- 12 hp (1922-1940)
- 7 (1922-1939)
- 16 (1927-1938)
- 12/6 (1931-1936)
- 10 (1932-1947)
- 12/4 (1933-1939)
- 14 (1937-1939)
- 18 (1938-1939)
- 8 (1939-1947)
- 12 (1939-1947)
- 16 hp (1945-1949)
- A40 Devon (1947-1952)
- A70 (1948-1954)
- A30 (1951-1956)
- A40 Somerset (1952-1954)
- Cambridge (1954-1973)
- Westminster (1954-1968)
- Metropolitan (1954-1961)
- A35 (1956-1968)
- A40 Farina (1958-1967)
- Seven (1959-1961)
- Mini (1961-1969)
- 1100/1300 (1963-1974)
- 1800/2200 (1964-1975)
- 3-Litre (1967-1971)
- Maxi (1969-1981)
- Allegro (1973-1983)
- Metro (1980-1987)
- Ambassador (1982-1984)
- Maestro (1983-1987)
- Montego (1984-1987)